# Tập đoàn Bảo Việt
Công ty cổ phần Tập đoàn Bảo Việt, thường gọi Tập đoàn Bảo Việt (tên giao dịch quốc tế: Baoviet Holdings) là doanh nghiệp Nhà nước có vốn đầu tư nước ngoài, thành lập ngày 17 tháng 12 năm 1964 bởi chính phủ Việt Nam với cái tên Công ty bảo hiểm Việt Nam, đi vào hoạt động ngày 15 tháng 1 năm 1965; có trụ sở tại Hà Nội với hơn 200 chi nhánh và công ty thành viên trên khắp 63 tỉnh thành cả nước.

## Tổ chức
Tập đoàn Bảo Việt là công ty mẹ, trong khi các công ty con do Bảo Việt sở hữu 100% vốn là:
- Tổng Công ty Bảo hiểm Bảo Việt;
- Tổng Công ty Bảo Việt Nhân Thọ;
- Công ty Quản lý quỹ Bảo Việt;
- Công ty TNHH MTV Đầu tư Bảo Việt;

Các công ty con do Bảo Việt góp trên 50% vốn điều lệ là:
- Công ty Chứng khoán Bảo Việt

Ngoài ra Tập đoàn Bảo Việt còn góp vốn trong hơn 20 doanh nghiệp khác trong nhiều lĩnh vực như giao thông, vận tải, du lịch, xây dựng, v.v. và có 2 Trung tâm trực thuộc là:
- Trung tâm Đào tạo Bảo Việt;
- Trung tâm Công nghệ thông tin Bảo Việt.